# Leuchtorgan

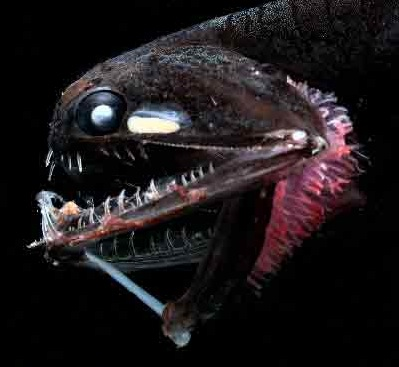
Leuchtorgane des Tiefseefisches Photostomias guernei

Als Leuchtorgane oder Photophore werden in der Biologie alle Organe bezeichnet, die in der Lage sind, Licht zu erzeugen. Der Ausdruck Photophor (altgriechisch φῶς phos „Licht“ und φορεύς phoreus „Träger“) bedeutet wörtlich „Träger des Lichts“ und wird daher auch auf zelluläre, also nicht in Organen oder Geweben organisierte Lichtquellen angewendet. Leuchtorgane kommen bei einer großen Anzahl von Lebewesen (besonders bei marinen) vor, die funktionell als Leuchtorganismen zusammengefasst werden können. Ihnen allen ist gemein, dass sie einen Teil der ihnen zur Verfügung stehenden Energie in Form von Licht freisetzen, was als Biolumineszenz bezeichnet wird. Das Licht wird entweder in speziell dafür vorgesehenen Organen selbst produziert oder entsteht mit Hilfe symbiotischer Leuchtbakterien, die ebenfalls auf bestimmte Organe konzentriert sein können (hauptsächlich bei Fischen und einigen Kopffüßern).

## Biolumineszenz
Das Phänomen der Biolumineszenz zeigen verschiedene Organismen, zu denen sowohl einzellige wie mehrzellige gehören. Das Vermögen Licht auszusenden wurde in Lebewesen mehrfach unabhängig voneinander entwickelt, die jeweiligen biolumineszenten Systeme innerhalb der Zellen sind molekular verschieden, die entsprechenden Gene nicht miteinander homolog. Doch liegt allen ein ähnliches biochemisches Grundprinzip zugrunde.
Es beruht darauf, durch chemische Einwirkung ein Molekül eines Luciferins in einen instabilen angeregten Zustand zu versetzen, der unter Lichtabgabe in einen anderen stabilen Zustand übergeht. Für die Einwirkung ist die Bindung des jeweiligen Luciferins an ein besonderes Protein entscheidend, dies kann eine enzymatisch wirkende Luciferase sein oder das Photoprotein Aequorin.
Das durch die biolumineszente Reaktion veränderte Luciferinmolekül muss anschließend wieder gegen ein neues ausgetauscht werden. Der Reaktionszyklus ist mit einer Oxidation verbunden und führt zur Decarboxylierung des Luciferins, das unter Einsatz chemischer Energie wieder regeneriert wird. Abhängig von der spezifischen Molekülstruktur des umgesetzten Luciferins wie des beteiligten Proteins, sowie weiterer teils noch unbekannter Faktoren, ist die Wellenlänge des emittierten Lichts unterschiedlich, von verschiedener Farbe.

## Abgrenzung
Biolumineszenz hat sich in mehreren Reichen parallel entwickelt:
- Bakterien: Leuchtbakterien
- Protozoen: Dinoflagellaten wie Noctiluca miliaris
- Pilze[5]
- Pflanzen: einzellige Algen[3]
- Tiere

Leuchtbakterien, Dinoflagellaten (Protozoen) und einzellige Pflanzen bestehen aus einer einzigen Zelle, sie besitzen daher keine Organe. Bei Pilzen sind Leuchteffekte nicht in einzelnen Körperpartien oder Organen lokalisiert, die Bezeichnung Leuchtorgan ist hier also ebenfalls nicht anwendbar. Stattdessen wird bei derartiger Lumineszenz in subzellulären Zellstrukturen meist von Photosomen und Szintillons gesprochen. Nur bei Tieren wird daher von Leuchtorganen gesprochen.

## Tiergruppen
Mindestens 30 Parallelevolutionen von Leuchtorganen können in verschiedenen Tierstämmen unterschieden werden. Dazu gehören jeweils einige Organismen der
- Nesseltiere: Leuchtqualle (Pelagia noctiluca)
- Ringelwürmer (Annelida)
- Krebstiere
- Insekten
- Weichtiere: Kopffüßer
- Knorpelfische: z. B. Kleiner Schwarzer Dornhai (Etmopterus spinax)
- Knochenfische

Die Erfassung aller Tiere mit Leuchtorganen ist noch unvollständig.

### Ringelwürmer
Viele marine Ringelwürmer besitzen Leuchtorgane.
Unter den Wenigborstern (Oligochaeta) gehört dazu Pontodrilus.
Unter den Vielborstern (Polychaeta) einige Röhrenwürmer der Cirratulidae, Terebellidae und Chaetopterus wie Chaetopterus variopedatus, die leuchtenden Schleim wahrscheinlich zur Verteidigung produzieren. Chaetopterus kann ihn regelrecht ausschleudern. Auch Gastrolepidia wie der Seewalzen-Schuppenwurm (Gastrolepidia clavigera) und Sylliden wie Odontosyllis können leuchtende Substanz intermittierend ausstoßen. Bei Odontosyllis phosphorea dient dies auch der Partnerkommunikation.

### Krebstiere

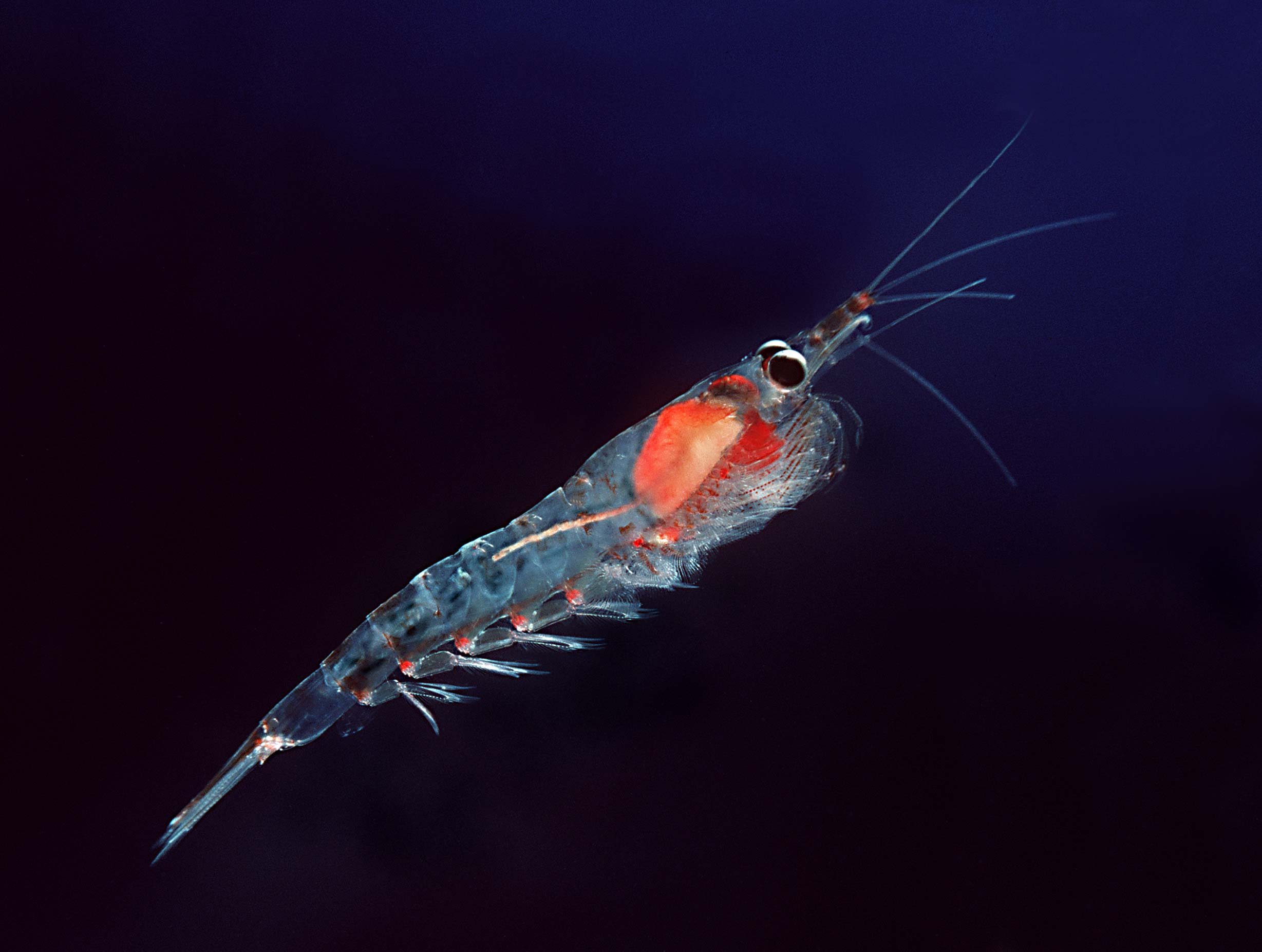
Leuchtkrebs Meganyctiphanes norvegica (Krill)

Unter den Krebstieren besitzen einige Ostrakoden, Ruderfußkrebse (Copepoda), Flohkrebse (Amphipoda), Krill (Euphausiacea), Schwebegarnelen (Mysida) und Zehnfußkrebse (Decapoda) Leuchtorgane.
Viele Muschelkrebse der Gattung Vargula (z. B. Vargula hilgendorfii) können Leuchtwolken zur Verteidigung abgeben. Bei Vargula besteht auch ein Sexualdimorphismus: Oft gibt nur ein Männchen bei Dämmerung kurze Lichtimpulse ab, umschwommen von nichtleuchtenden Männchen. Bei Vargula graminicola können alle Männchen synchron sehr kurze Lichtblitze (280 ms) aussenden.

### Insekten

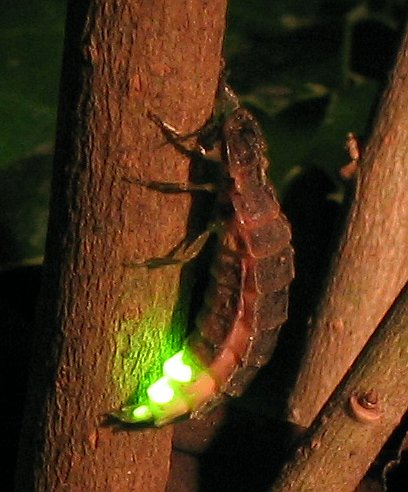
Leuchtorgan beim Weibchen des Großen Leuchtkäfers

Unter den Insekten tragen einige Käfer (Coleoptera), u. a. Leuchtkäfer oder Glühwürmchen (Lampyridae) und Leuchtschnellkäfer (der Gattungen Cucujo und Pyrophorus), Leuchtorgane. Auch einige Zweiflügler (Diptera) sind biolumineszent, so einige Arten der Langhornmücken (Keroplatidae), z. B. der neuseeländische Glowworm (Arachnocampa luminosa).
Die Leuchtkäfer, z. B. Phrixotrix hirtus, gehören zu den am besten untersuchten Tieren mit Leuchtorgan. Bei ihnen beruht die biochemische Reaktion auf der Oxidation von Luciferin durch das Enzym Luciferase (EC 1.13.12.5), welches evolutionär aus einer Coenzym-A-Synthase hervorgegangen ist, einer AMP-CoA-Ligase. Die biolumineszenten Phänomene von Leuchtkäfer sind nicht einheitlich, unter verschiedenen Käferarten und manchmal auch innerhalb derselben Art können unterschiedliche Leuchtfarben produziert werden.
Die Spitzkopfzikaden (Fulgoromorpha) dagegen, auch Laternenträgerartige genannt, aus der Ordnung der Schnabelkerfe (Hemiptera), haben zwar oft einen auffälligen Kopffortsatz und erhielten ihren Namen nach dem Laternenträger (Fulgora laternaria); sie tragen jedoch ebenso wenig Leuchtorgane wie dieser, dem es im  17. Jahrhundert irrtümlich zugeschrieben wurde.

### Kopffüßer
Vampirtintenfisch (Vampyroteuthis infernalis), die Wunderlampen (Lycoteuthis) und andere Kalmare (Theutida), besonders der Tiefsee, besitzen Leuchtorgane, ebenso die Weibchen der Kraken aus der Familie Bolitaenidae.

### Fische
Mitglieder von mindestens 21 marinen Fischfamilien aus 7 Ordnungen beherbergen symbiotische Leuchtbakterien in Leuchtorganen. Diese sind in anatomisch unterschiedlichen Organen untergebracht, was auf analoge Entwicklungen hinweist. Typischerweise beherbergen Mitglieder einer Fischfamilie nur dieselbe Leuchtbakterienart.
Vier symbiotische Leuchtbakterien aus Leuchtorganen von Fischen wurden isoliert:
- Aliivibrio fischeri, Syn. Vibrio
- Photobacterium kishanii
- Photobacterium leiognathi
- Photobacterium mandapamensis

Viele Fische weisen eine starke Pigmentierung durch Melanin-Einlagerungen im Peritonalbereich und ihrem Magen auf. Die Funktion dieser Pigmentierung dient wahrscheinlich zur Unterdrückung verräterischer Lumineszenz ihrer Nahrung oder ihrer endosymbiotischen Darmbakterien.

## Funktionen
Das Leuchten ist als Lebensäußerung – wie Laute und Färbung – sowie im Rahmen von Verhalten zu betrachten.

### Meeresleuchten
Bei Meerestieren helfen Leuchtorgane bei der Erfüllung lebenswichtiger Funktionen (zur innerartlichen Kommunikation, bei der Reproduktion, zum Anlocken von Beute und zur Verteidigung). Eine weitere Funktion zur Tarnung besteht darin, den eigenen Schatten von unten unsichtbar zu machen. Da Lichtverteilung und -intensität für diesen Tarnzweck äußerst kritisch sind, besitzen manche Tiere der mittleren Tiefe, wie Haie aus der Unterfamilie der Laternenhaie (Etmopterinae), z. B. der Kleine Schwarze Dornhai (Etmopterus spinax) hormonell kontrollierte pigmentierte und formveränderliche Chromatophoren, um ihre fein verteilten Lichtquellen abzudecken und so konstant an die Lichtverhältnisse optimal anzupassen. Dies ist eine Form der gestaltauflösenden Tarnung (Somatolyse), nicht der Mimese, welche unbelebte Formen imitiert.
Ein besonders schönes Naturschauspiel ist das Meeresleuchten durch verschiedene Leuchtorganismen des Meeres, die damit große Schwärme organisieren können. Dabei kann es sich um Biolumineszenz aus Photosomen von Einzellern (Dinoflagellaten wie Noctiluca) oder aus Leuchtorganen von Leuchtquallen oder Leuchtkrebsen (Krill) handeln.

### Insektenkommunikation
Bei Leuchtkäfern wurde der Kommunikationseffekt durch Leuchten untersucht.

## Einzelbelege
1. 1 2 3  Steven H. D. Haddock, Mark A. Moline, James F. Case: Bioluminescence in the sea. In: Marine Science. Band 2, 2010, doi:10.1146/annurev-marine-120308-081028 (enthält eine "Kladogramm der Biolumineszenz").
2. ↑  J. A. C. Nicol: The luminescence of fishes. In: Symp. Zool. Soc. Lond. Band 19, 1967.
3. 1 2 3  Thérèse Wilson, J. Woodland Hastings: Bioluminescence. In: Annual Review of Cell and Developmental Biology. Band 14, Nr. 1, 1998, S. 197–230, doi:10.1146/annurev.cellbio.14.1.197.
4. 1 2 3 4 5 6  Keith V. Wood: The chemical mechanism and evolutionary development of beetle bioluminescence. In: Photochemistry and Photobiology. Band 62, Nr. 4, 1995, S. 662–673, doi:10.1111/j.1751-1097.1995.tb08714.x.
5. ↑  D. E. Desjardin, A. G. Oliveira, C. V. Stevani: Fungi bioluminescence revisited. In: Photochem Photobiol Sci. Band 7, Nr. 2, 2008, S. 170–182, doi:10.1039/b713328f, PMID 18264584.
6. ↑  Peter J. Herring: Systematic distribution of bioluminescence in living organisms. In: Journal of bioluminescence and chemiluminescence. Band 1, Nr. 3, 1987, S. 147–163, doi:10.1002/bio.1170010303.
7. 1 2 3 4 5 6 7 8 9 10 11  Peter J. Herring: Bioluminescent communication in the sea. In: Peter J. Herring (Hrsgb.): Light and Life in the Sea. Cambridge University Press, Cambridge (1990), S. 245–264.
8. ↑  V. R. Viviani, R. A. Prado, D. R. Neves, D. Kato, J. A. Barbosa: A route from darkness to light: emergence and evolution of luciferase activity in AMP-CoA-ligases inferred from a mealworm luciferase-like enzyme. In: Biochemistry. Band 52, Nr. 23, 2013, S. 3963–3973, doi:10.1021/bi400141u.
9. ↑  B. W. Ridout: Structure, form and function of the lantern fly head process. Unpublished thesis, 1983, Birbeck college. Zitiert In:
Geert Goemans: The fulgoridae (Hemiptera, Fulgoromorpha) of Guatemala. In: Biodiversidad de Guatemala. Band 1, 2006, S. 337–344.
10. 1 2 3 4 5 6  Paul V. Dunlap u. a.: Inception of formation and early morphogenesis of the bacterial light organ of the sea urchin cardinalfish, Siphamia versicolor. In: Marine Biology. Band 156, Nr. 10, 2009, S. 2011–2020.
11. 1 2  Peter J. Herring: Marine ecology and natural products. In: Pure Appl. Chem. Band 51, Nr. 9, 1979, S. 1901–1911.
12. 1 2  Julien M. Claes, Jérôme Mallefet: The lantern shark's light switch: turning shallow water crypsis into midwater camouflage. In: Biology Letters. Band 6, Nr. 5, 2010, S. 685–687.
13. ↑  James E. Lloyd: Bioluminescent communication in insects. In: Annual Review of Entomology. Band 16, Nr. 1, 1971, S. 97–122, doi:10.1146/annurev.en.16.010171.000525.
14. ↑  James E. Lloyd: Bioluminescence and communication in insects. In: Annual Review of Entomology. Band 28, 1983, S. 131–160, doi:10.1146/annurev.en.28.010183.001023.